# 葛川駅
葛川駅（カルチョンえき）とは、朝鮮民主主義人民共和国南浦特別市港口区域にある平南線の駅。

## 歴史
- 1924年5月1日 - 開業[1][2]。

## 隣の駅
朝鮮民主主義人民共和国鉄道省
平南線
龍岡駅 - 葛川駅 - 新南浦駅